# Game Gallery West
Game Gallery West was een attractie in het Nederlandse attractiepark de Efteling die werd geopend in 1990 en sloot in 1994.
Game Gallery West was een rij speelkramen aan het Anton Pieckplein. De attactie is naar ontwerp van Henny Knoet en Ton van de Ven.

## Spellen
- Waterpistooltjes
- Grabbelton
- Wandgooien
- Schijfgooien
- Touwtje Trekken
- Kikkeren
- Zoek de weg
- Laafgooien

## Sluiting
In 1994 sloot Game Gallery West omdat het niet winstgevend bleek te zijn. De kramen bleven staan tot en met 2003. In 2003 werden de kramen afgebroken.
Lijst van attracties in de Efteling · Lijst van sprookjes in de Efteling · Afbeeldingen